# 巴氏瘦獅子魚
巴氏瘦獅子魚，為輻鰭魚綱鮋形目杜父魚亞目獅子魚科的其中一種，分布於西南太平洋澳洲新南威爾斯海域，棲息深度可達914-978公尺，體長可達8.4公分，為深海底棲性魚類，屬肉食性，生活習性不明。

## 擴展閱讀
維基物種上的相關：巴氏瘦獅子魚